# Българско училище „Христо Ботев“ (Страсбург)
Българско училище „Христо Ботев“ е училище на българската общност в Страсбург, Франция..

## История
Училището е основано на 8 април 2009 г.

## Обучение
Предлага обучение по български език, съответстващо на 12-те нива на българското училище и предлага курсове по различни предмети: български език и литература, история и география на България.
Отворено е за всички деца на възраст от 6 до 18 години, независимо от тяхната националност или социално положение. Могат да бъдат български говорещи, френски говорещи или говорещи и двата езика. Юноши на 18 години или по-възрастни се регистрират при условие, че са записани във френско училище. Учебните занятия се прекратяват по време на ученическите ваканции в района на Академията на Елзас.